# 漁況
漁況（ぎょきょう）とは漁獲量の時間による変化の事である。海況の変動や魚の回遊経路の変化により、同一年内の短期間でも経年的にも変動する。日本の場合、近海に暖流と寒流の衝突する地点があることから漁業が盛んであるが、海況の変動は先述の通り漁況に大きな影響を及ぼすため、その異常は漁業に大きな打撃を与える事になる。また、その予測は漁場や水産資源の情報により予測され、1週間または1ヶ月ごとに予測する短期予測と数ヶ月にわたり予測する長期予測がある。

## 参考資料
- 水産海洋辞典 (水産社、ISBN 978-4915273520)